# لزلی من
لزلی من (به انگلیسی: Leslie Mann) (زاده ۲۶ مارس ۱۹۷۲) بازیگر آمریکایی است. وی بیشتر به خاطر حضور در فیلم‌های جرج جنگل (۱۹۹۷) ، این است ۴۰ (٢٠١٢) و دوباره ۱۷ (۲۰۰۹) مشهور است.

## فیلم‌شناسی
- جرج جنگل
- پسر کابلی
- دوباره ۱۷
- باردار
- آدم‌های بامزه
- این است ۴۰
- ریو
- اورنج کانتی
- دریلبیت تیلور
- ریو ۲
- زن دیگر
- آقای پیبادی و شرمن
- باکره چهل‌ساله
- تعطیلات
- تغییر کردن
- دوستت دارم فیلیپ موریس
- چگونه مجرد باشیم
- کمدین
- حباب
- پرندگان کوچک